# Buysmania oxymora
Buysmania oxymora är en stekelart som först beskrevs av Tosquinet 1903.  Buysmania oxymora ingår i släktet Buysmania och familjen brokparasitsteklar.

## Underarter
Arten delas in i följande underarter:
- B. o. sumatrana
- B. o. robusta
- B. o. annulitarsis